# Pryszczaci

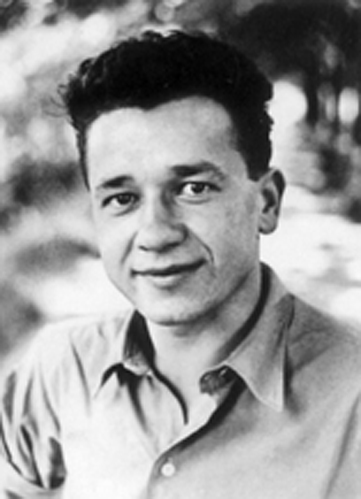
Tadeusz Borowski

Pryszczaci, pokolenie „pryszczatych” – grupa młodych polskich pisarzy przełomu lat 40. i 50., radykalnych entuzjastów podporządkowania twórczości literackiej wymogom ideologii partii komunistycznej, wedle założeń tzw. realizmu socjalistycznego. Do najważniejszych reprezentantów tego środowiska należeli Tadeusz Borowski, Wiktor Woroszylski, Andrzej Braun, Wisława Szymborska, Tadeusz Konwicki, Witold Wirpsza, Andrzej Mandalian, Witold Zalewski, Tadeusz Kubiak.
Autorstwo tej nazwy jest sporne, jako autorzy wymieniani są Tadeusz Różewicz, Julian Przyboś, Zofia Nałkowska, Janusz Minkiewicz, Jan Kott, czy Maryna Zagórska. Określenie odnosi się do młodego wieku osób związanych z grupą; według zaś Jerzego Andrzejewskiego pierwotnie nawiązywało ono do wyglądu młodego Wiktora Woroszylskiego, nieformalnego lidera tej grupy.
Pryszczaci za główne zadanie literatury uznawali aktywne popieranie władzy ludowej w narzucaniu polskiemu społeczeństwu światopoglądu komunistycznego. Literatura miała zostać całkowicie podporządkowana nowej, komunistycznej władzy, stać się polem walki klasowej i rozprawy z „wrogami rewolucji”, zgodnie z jej sowieckim wzorem. W agresywny i bezkompromisowy sposób pryszczaci atakowali przeciwników władzy ludowej, osoby sceptyczne wobec nowego komunistycznego ustroju, a nawet tych jego zwolenników, których uważali za zbyt mało radykalnych. Nawoływali do fizycznej rozprawy z przeciwnikami nowego ustroju przez państwowe służby bezpieczeństwa, organizowali gazetowe nagonki na ofiary stalinowskich procesów sądowych, domagali się kolektywizacji rolnictwa w stylu sowieckim, inicjowali kampanie nienawiści wobec przywódców Zachodu, zwalczali wpływy kultury zachodniej (jazz, bikiniarze).
Tematyka twórczości pryszczatych koncentrowała się wokół zwalczania tzw. „wroga klasowego” i entuzjastycznego opisywania przemian społeczno-gospodarczych wczesnego PRL-u według założeń programowych socrealizmu – np. w tzw. „produkcyjniakach”. Byli również autorami wierszy sławiących funkcjonariuszy stalinowskiego aparatu bezpieczeństwa.
Poetykę pryszczatych charakteryzowało nastawienie antyindywidualistyczne, podporządkowanie ekspresji literackiej celom agitacyjno-propagandowym, celowy schematyzm i patos. Grupa potępiała także twórców starszego pokolenia, a nawet własne wcześniejsze, nie dość zaangażowane utwory.
W połowie lat 50. poetyka „pryszczatych” uległa erozji, a po przemianach politycznych 1956 przestała funkcjonować.